# Кубок ФНЛ 2013
Ку́бок Футбо́льной национа́льной ли́ги 2013 года — второй розыгрыш Кубка ФНЛ, который прошёл с 9 по 19 февраля 2013 года на Кипре. Обладателем кубка второй год подряд стал екатеринбургский «Урал».

## Участники
Участниками кубка стали восемь лучших команд по итогам первого круга первенства ФНЛ 2012/2013:
1. «Томь» (Томск).
2. «Урал» (Екатеринбург).
3. «СКА-Энергия» (Хабаровск).
4. «Спартак-Нальчик» (Нальчик).
5. «Балтика» (Калининград).
6. «Ротор» (Волгоград).
7. «Нефтехимик» (Нижнекамск).
8. «Сибирь» (Новосибирск).

## Матчи

### Групповой турнир

#### Группа «А»
| 9 февраля 2013 1 тур | «Балтика»                | 1:1      | «Томь»              | Пафос                                                               |
| 13:00 MSK | 1:0 Андрей Сальников 12′ | Протокол | 1:1 Антон Хазов 58′ | Стадион: Пафиако Зрителей: 100 Судья: Вячеслав Попов (Екатеринбург) |
| Балтика: Колинько (Шелия, 46), Курбанов (Ибрагимов, 72), Зимулька, Плопа (Крючков, 46), Рытов (Марущак, 46), Чиркин (Иванов, 88), Стоцкий (Гацко, 46), Зюзинс (Волков, 46), Д.Сысуев (В.Сысуев, 58), Сальников (Гаранников, 46), Вишняковс (Каленкович, 46). · Томь: Чебану, Черевко (Баженов, 46), Воронов (Бендзь, 45), Чеминава (Николов, 44), Строев (Хазов, 46), Сабитов (Сорокин, 46), Москов, Нагибин (Никитинский, 46), Горбанец (Голышев, 46), Погребняк (Аксанов, 46), Касьян (Жердев, 66). · Д.Сысуев (17'), Гацко (48') — Никитинский (65'), Строев (70'). |                          |          |                     |                                                                     |

| 9 февраля 2013 1 тур | «Нефтехимик»                                  | 2:2      | «СКА-Энергия»                                     | Пафос                                                                       |
| 17:00 MSK | 1:1 Георгий Нуров 38′ · 2:2 Сергей Лосев 90+′ | Протокол | 0:1 Евгений Луценко 12′ · 1:2 Евгений Луценко 47′ | Стадион: Пафиако Зрителей: 100 Судья: Василий Мирошниченко (Ростов-на-Дону) |
| Нефтехимик: Нестеренко (Лосев, 46), Морозов, Куликов, Подымов (Устинов, 40), Пискунов, Котляров (А.Джалилов, 42), Махмутов (Дзахов, 46), Мирзаев (Шадрин, 5; Бочаров,55), Уридия (М.Джалилов, 46), Нуров (Оразсахедов, 46), Галиакберов (Умарбаев, 46). · СКА-Энергия: Солосин, Зураев (Романович, 72), Кренделев, Салуквадзе, Соловей, Трусевич, Мурнин (Мицейка, 59), Ерохин (Воронкин, 46), Луценко (Кармазиненко, 77), Марцваладзе (Никифоров, 66), Ходжава (Славнов, 46). · Устинов (65'), Оразсахедов (80'), Умарбаев (82') — Мурнин (10'), Марцваладзе (65'), Зураев (69'). |                                               |          |                                                   |                                                                             |

| 12 февраля 2013 2 тур | «Томь» | 0:0      | «СКА-Энергия» | Пафос                                                             |
| 13:00 MSK |        | Протокол |               | Стадион: Пафиако Зрителей: 100 Судья: Сергей Смирнов (Кисловодск) |
| Томь: Астахов, Черевко (Чеминава, 82), Николов, Бендзь, Строев, Голышев (Никонов, 80), Димидко (Зотов, 46), Сабитов (Аксанов, 71), Нагибин (Сорокин, 46), Хазов (Горбанец, 46), Касьян (Погребняк, 57). · СКА-Энергия: Солосин, Зураев (Нестеренко, 62), Кренделев, Салуквадзе, Романович (Соловей, 46), Трусевич, Мурнин (Караев, 46), Ерохин (Воронкин, 46), Луценко (Кармазиненко, 77), Марцваладзе (Купчин, 59), Ходжава (Славнов, 46). · Голышев (37'), Бендзь (54'), Строев (82') — Романович (31'), Караев (48'), Соловей (49'), Кренделев (51'), Зураев (57'). · Нереализованный пенальти: Павел Голышев (31', вратарь). |        |          |               |                                                                   |

| 12 февраля 2013 2 тур | «Балтика»              | 1:1      | «Нефтехимик»            | Пафос                                                              |
| 17:00 MSK | 1:0 Максим Вотинов 19′ | Протокол | 1:1 Виталий Устинов 66′ | Стадион: Пафиако Зрителей: 150 Судья: Юрий Сотников (Новороссийск) |
| Балтика: Колинько, Курбанов, Зимулька (Крючков, 46), Плопа (Иванов, 90+), Рытов (Марущак, 46), Чиркин (В.Сысуев, 86), Стоцкий (Ибрагимов, 81), Зюзинс (Волков, 46), Д.Сысуев (Каленкович, 69), Сальников (Гацко, 46), Вотинов (Вишняковс, 46). · Нефтехимик: Лосев (Нестеренко, 46), Морозов, Варзиев, Рябошапка (Пискунов, 57), Подымов (Устинов, 37), Котляров (А.Джалилов, 46), Дзахов (М.Джалилов, 62), Шадрин (Умарбаев, 46), Галиакберов (Бочаров, 40), Оразсахедов, Уридия (Махмутов, 46). · Рытов (10') — Морозов (80'), А.Джалилов (81'), Устинов (84'). · Курбанов (17'). · Нереализованный пенальти: Максим Вотинов (2', мимо). |                        |          |                         |                                                                    |

| 15 февраля 2013 3 тур | «Нефтехимик» | 0:3      | «Томь»                                                                      | Героскипу                                                        |
| 13:00 MSK |              | Протокол | 0:1 Александр Касьян 24′ · 0:2 Александр Димидко 45+′ · 0:3 Антон Хазов 86′ | Стадион: Героскипу Зрителей: 100 Судья: Юрий Апонасенко (Москва) |
| Нефтехимик: Лосев (Нестеренко, 26), Рябошапка, Пискунов, Куликов, Морозов, М.Джалилов (Варзиев, 46), Бочаров (Умарбаев, 54), А.Джалилов, Дзахов, Махмутов, Оразсахедов (Уридия, 45+; Галиакберов, 74). · Томь: Гавриловский, Бендзь (Зуев, 88), Николов, Никитинский, Горбанец (Башилов, 84), Зотов (Сабитов, 69), Черевко, Нагибин (Омельянчук, 46), Димидко (Баженов, 46), Голышев (Погребняк, 52), Касьян (Хазов, 46). · Оразсахедов (45'). |              |          |                                                                             |                                                                  |

| 15 февраля 2013 3 тур | «СКА-Энергия» | 0:0      | «Балтика» | Героскипу                                                     |
| 17:00 MSK |               | Протокол |           | Стадион: Героскипу Зрителей: 100 Судья: Роман Чернов (Москва) |
| СКА-Энергия: Солосин, Соловей, Салуквадзе, Романович, Кренделев, Мурнин, Трусевич, Луценко (Ходжава, 36), Славнов, Ерохин (Воронкин, 55), Марваладзе (Кулов, 65). Балтика: Колинько, Рытов (Волков, 46), Зимулька, Крючков, Марущак, Чиркин (Гацко, 56), Стоцкий, Зюзинс, Дм. Сысуев, Вотинов, Вишняковс (Сальников, 46). |               |          |           |                                                               |

##### Турнирная таблица
| М | Клуб          | 1   | 2   | 3   | 4   | И | В | Н | П | МЗ | МП | ±М | О |
| - | ------------- | --- | --- | --- | --- | - | - | - | - | -- | -- | -- | - |
| 1 | «Томь»        | -   | 1:1 | 0:0 | 3:0 | 3 | 1 | 2 | 0 | 4  | 1  | +3 | 5 |
| 2 | «Балтика»     | 1:1 | -   | 0:0 | 1:1 | 3 | 0 | 3 | 0 | 2  | 2  | 0  | 3 |
| 3 | «СКА-Энергия» | 0:0 | 0:0 | -   | 2:2 | 3 | 0 | 3 | 0 | 2  | 2  | 0  | 3 |
| 4 | «Нефтехимик»  | 0:3 | 1:1 | 2:2 | -   | 3 | 0 | 2 | 1 | 3  | 6  | −3 | 2 |

#### Группа «Б»
| 10 февраля 2013 1 тур | «Сибирь» | 0:2      | «Ротор»                                               | Героскипу                                                       |
| 13:00 MSK |          | Протокол | 0:1 Александр Коротаев 49′ · 0:2 Владислав Хрущак 67′ | Стадион: Героскипу Зрителей: 100 Судья: Алексей Сухой (Люберцы) |
| Сибирь: Трунин (Хайкин, 46), Шпичич, Климов, Головатенко, Гладышев (Халиуллин, 53), Макаренко, Бркляча (Кабанов, 75), Шевченко, Зиновьев (Житнев, 73), Скороходов (Беляев, 68), Медведев. · Ротор: Пчелинцев (Малышев, 46), Зинин (Меркулов, 48), Рябоконь (Гузь, 46), Малыгин (Олеников, 46), Васянович (Фомин, 46), Нечаев (Рылов, 46), Тодорович (Кабутов, 46), Глушков, Алейник, Арлашин (Коротаев, 46) Аппаев (Хрущак, 62). · Климов (35'), Скороходов (60'), Житнев (82'), Шевченко (85'), Халиуллин (90+') — Фомин (88'). |          |          |                                                       |                                                                 |

| 10 февраля 2013 1 тур | «Урал»                        | 1:0      | «Спартак-Нальчик» | Героскипу                                                      |
| 17:00 MSK | 1:0 Херсон Асеведо 31′ (пен.) | Протокол |                   | Стадион: Героскипу Зрителей: 150 Судья: Игорь Федотов (Москва) |
| Урал: Котляров, Дранников (Данцев, 46), Тумасян, Ойеволе (Вьештица, 46), Ревякин (Новиков, 46), Бочков (Помогаев, 67), Асеведо (Петрович, 46), Скрыльников (Герк, 46), Астафьев (Семакин, 46), Рыжов (Манучарян, 46), Бирюков (Кобялко, 47). · Спартак-Нальчик: Коченков. Багаев, Овсиенко, Тимошин, Засеев, Буйтраго, Галин (Зинович, 76), Чеботару, Карлос Руа, Аверьянов (Коронов, 63), Болов (Сирадзе, 60). · Овсиенко (34'), Буйтраго (90'). |                               |          |                   |                                                                |

| 13 февраля 2013 2 тур | «Ротор» | 0:1      | «Спартак-Нальчик»  | Героскипу                                                        |
| 13:00 MSK |         | Протокол | 0:1 Карлос Руа 36′ | Стадион: Героскипу Зрителей: 150 Судья: Роман Галимов (Улан-Удэ) |
| Ротор: Пчелинцев, Меркулов (Зинин, 72), Рябоконь, Гузь, Васянович (Хинчагов, 46), Рылов (Нечаев, 68), Алейник, Глушков (Тодорович, 46), Фомин (Коротаев, 46), Арлашин (Кабутов, 56), Аппаев (Хрущак, 64). · Спартак-Нальчик: Степанов, Засеев, Овсиенко, Тимошин, Багаев, Чеботару, Аверьянов (Коронов, 90), Карлос Руа, Галин (Сирадзе, 66), Буйтраго, Болов (Дорожкин, 78). · Аппаев (37'), Пчелинцев (58') — Тимошин (16'), Болов (58'), Чеботару (74'). · Нереализованный пенальти: Карлос Руа (36', вратарь). |         |          |                    |                                                                  |

| 13 февраля 2013 2 тур | «Сибирь»              | 1:3      | «Урал»                                                                    | Героскипу                                                            |
| 17:00 MSK | 1:2 Максим Житнев 66′ | Протокол | 0:1 Эдгар Манучарян 15′ · 0:2 Андрей Бочков 21′ · 1:3 Максим Астафьев 86′ | Стадион: Героскипу Зрителей: 150 Судья: Лаша Верулидзе (Владикавказ) |
| Сибирь: Трунин, Макаренко, Шпичич, Климов, Халиуллин, Головатенко, Кабанов (Зуев, 56), Бркляча (Дудолев, 73), Зиновьев (Житнев, 60), Шевченко (Ходырев, 13; Беляев, 58), Медведев. · Урал: Яшин, Тумасян, Вьештица, Данцев, Бочков, Скрыльников (Щаницин, 70), Астафьев, Петрович, Новиков (Асеведо, 77), Кобялко (Семакин, 87), Манучарян (Гогниев, 60). · Климов (41'), Халиуллин (44'), Беляев (71') — Тумасян (6'), Манучарян (43'), Скрыльников (44'). · Халиуллин (74'). |                       |          |                                                                           |                                                                      |

| 16 февраля 2013 3 тур | «Урал»                    | 1:1      | «Ротор»                   | Пафос                                                          |
| 13:00 MSK | 1:1 Александр Щаницин 49′ | Протокол | 0:1 Семён Фомин 5′ (пен.) | Стадион: Пафиако Зрителей: 100 Судья: Дмитрий Веселов (Москва) |
| Урал: Котляров, Новиков (Щаницин, 25), Вьештица, Тумасян, Данцев (Дранников, 46), Чухлей (Скрыльников, 46), Бочков (Берхамов, 46), Петрович (Асеведо, 77), Астафьев, Кобялко (Семакин, 82), Манучарян (Гогниев, 41). · Ротор: Малышев, Зинин, Олеников, Малыгин (Гузь, 46), Васянович (Алейник, 46), Рылов (Арлашин, 68), Фомин (Хрущак, 82), Тодорович, Кабутов, Коротаев (Ставпец, 74), Аппаев (Хинчагов, 46; Глушков, 57). · Данцев (4'), Скрыльников (82') — Малыгин (36'), Олеников (49'), Алейник (76'), Малышев (81'). · Нереализованный пенальти: Спартак Гогниев (49', вратарь). |                           |          |                           |                                                                |

| 16 февраля 2013 3 тур | «Спартак-Нальчик» | 0:0      | «Сибирь» | Пафос                                                          |
| 17:00 MSK |                   | Протокол |          | Стадион: Пафиако Зрителей: 150 Судья: Павел Шадыханов (Москва) |
| Спартак-Нальчик: Степанов, Засеев, Тимошин, Овсиенко, Багаев, Аверьянов, Карлос Руа, Галин (Сирадзе, 60), Буйтраго, Чеботару, Болов (Гошоков, 46). · Сибирь: Трунин, Шпичич, Головатенко, Ходырев, Гладышев, Кабанов, Зуев (Дудалев, 72), Бркляча (Беляев, 40), Зиновьев (Запрудских, 75), Скороходов (Стаин, 81), Житнев (Медведев, 46). · Багаев (90+') — Ходырев (12'), Головатенко (63'), Кабанов (68'), Беляев (90+'). |                   |          |          |                                                                |

##### Турнирная таблица
| М | Клуб              | 1   | 2   | 3   | 4   | И | В | Н | П | МЗ | МП | ±М | О |
| - | ----------------- | --- | --- | --- | --- | - | - | - | - | -- | -- | -- | - |
| 1 | «Урал»            | -   | 1:0 | 1:1 | 3:1 | 3 | 2 | 1 | 0 | 5  | 2  | +3 | 7 |
| 2 | «Спартак-Нальчик» | 0:1 | -   | 1:0 | 0:0 | 3 | 1 | 1 | 1 | 1  | 1  | 0  | 4 |
| 3 | «Ротор»           | 1:1 | 0:1 | -   | 2:0 | 3 | 1 | 1 | 1 | 3  | 2  | +1 | 4 |
| 4 | «Сибирь»          | 1:3 | 0:0 | 0:2 | -   | 3 | 0 | 1 | 2 | 1  | 5  | −4 | 1 |

### Финальные матчи
| 18 февраля 2013 Матч за 7 место | «Нефтехимик»                                      | 2:1      | «Сибирь»                 | Героскипу                                                      |
| 13:00 MSK | 1:0 Тамерлан Варзиев 42′ · 2:1 Никита Бочаров 77′ | Протокол | 1:1 Рустем Халиуллин 66′ | Стадион: Героскипу Зрителей: 100 Судья: Илья Тришин (Балашиха) |
| Нефтехимик: Рыжиков, Пискунов, Устинов, Морозов, Куликов, Подымов (Бочаров, 36), Котляров (Махмутов, 33), Варзиев, Умарбаев (Уридия, 56), Дзахов, Галиакберов (Шадрин, 65). · Сибирь: Трунин, Климов, Халиуллин, Головатенко, Зиновьев (Гладышев, 46), Запрудских, Скороходов, Кабанов, Зуев (Дудалев, 57), Ходырев, Житнев (Стаин, 79). · Куликов (90') — Климов (22'), Скороходов (67'), Головатенко (88'). |                                                   |          |                          |                                                                |

| 18 февраля 2013 Матч за 5 место | «СКА-Энергия» | 0:1      | «Ротор»              | Героскипу                                                          |
| 17:00 MSK |               | Протокол | 0:1 Олег Алейник 53′ | Стадион: Героскипу Зрителей: 200 Судья: Александр Борисов (Самара) |
| СКА-Энергия: Агапов, Зураев, Романович (Микуцкис, 55), Салуквадзе, Соловей (Кренделев, 46), Славнов, Мурнин, Трусевич (Воронкин, 55), Луценко, Марцваладзе (Никифоров, 80), Кармазиненко (Радченко, 61). · Ротор: Пчелинцев, Васянович (Гузь, 57), Малыгин (Олеников, 80), Зинин (Меркулов, 46), Рябоконь, Алейник, Арлашин (Ставпец, 55), Рылов (Кабутов, 46), Глушков, Тодорович (Фомин, 46), Хрущак (Коротаев, 46). · Салуквадзе (45'), Трусевич (50'), Воронкин (72'). · Нереализованный пенальти: Александр Ставпец (76', вратарь). |               |          |                      |                                                                    |

| 19 февраля 2013 Матч за 3 место | «Балтика»                                                 | 2:1      | «Спартак-Нальчик»         | Пафос                                                              |
| 12:00 MSK | 1:1 Владислав Крючков 62′ · 2:1 Дмитрий Сысуев 90′ (пен.) | Протокол | 0:1 Алексей Аверьянов 42′ | Стадион: Пафиако Зрителей: 250 Судья: Владимир Рогулев (Ломоносов) |
| Балтика: Шелия, Курбанов (Рытов, 46), Зимулька, Крючков, Марущак, Чиркин, Стоцкий (Каленкович, 88), Зюзинс (Гацко, 62), Д.Сысуев, Сальников (Волков, 54), Вотинов. · Спартак-Нальчик: Коченков, Засеев, Тимошин, Овсиенко, Багаев, Карлос Руа, Зинович (Чеботару, 73), Галин (Сирадзе, 46), Аверьянов, Буйтраго (Гошоков, 80), Медведев. · Сальников (53') — Буйтраго (36'), Тимошин (45'), Багаев (58'), Овсиенко (59'), Зинович (66'), Засеев (90'). · Засеев (90+'). · Сирадзе (90+'). |                                                           |          |                           |                                                                    |

## Финал
Финал Кубка ФНЛ состоялся 19 февраля на стадионе «Пафиако» в городе Пафос. В финале встретились лучшие команды группового этапа — «Урал» и «Томь».
Обе команды перед матчем понесли потери. За пару дней до финала «Томь» лишилась полузащитника Рената Сабитова, получившего серьёзную травму. У «Урала» по семейным обстоятельствам не смог принять участие в матче Максим Астафьев.
Первые минуты игры прошли в обоюдных атаках и жёсткой борьбе. Уже в середине первого тайма поле покинули два игрока «Урала», которые получили травмы и не смогли продолжить матч —  полузащитник Кантемир Берхамов и нападающий Спартак Гогниев. Вместо них на поле вышли Херсон Асеведо и Михаил Бирюков.
В концовке первого тайма затяжная атака «Томи» завершилась голом. Навесную передачу даром головой замкнул Сергей Бендзь. На перерыв команды ушли при счёте 1:0 в пользу томской команды.
В самом начале второго тайме «Урал» сравнивает счёт. Ударом в касание из-за пределов штрафной площади забивает Бранимир Петрович, вышедший на замену после перерыва вместо Антона Кобялко. Через три минуты Бранимир Петрович делает дубль и выводит команду вперёд.
Чтобы переломить ход неудачно складывающегося для «Томи» матча, главный тренер томичей Сергей Передня производит замены. Вместо защитника Сергея Омельянчука на поле выходит Никита Баженов. Но уже через три минуты после этого «Урал» забивает третий гол. Андрей Чухлей обокрал защитника томичей и чётко реализовал выход один на один. До конца матча счёт так и не изменился.
Таким образом «Урал» одержал волевую победу и второй раз подряд завоевал Кубок ФНЛ.

### Отчёт о матче
| 19 февраля 2013 17:00 MSK | \| Томь \| 1:3 (1:0) Протокол \| Урал \| \| 1:0 Сергей Бендзь 40′ \| Голы \| 1:1 Бранимир Петрович 46′ · 1:2 Бранимир Петрович 49′ · 1:3 Андрей Чухлей 59′ \| | Стадион: Пафиако, Пафос Зрителей: 250 Судья: Денис Шпилёв (Белгород)          |
| Томь                      | 1:3 (1:0) Протокол | Урал                                                                          |
| 1:0 Сергей Бендзь 40′     | Голы | 1:1 Бранимир Петрович 46′ · 1:2 Бранимир Петрович 49′ · 1:3 Андрей Чухлей 59′ |

| Томь | Урал |

| Томь:          |    |                       |    |     |
|                |    |                       |    |     |
| В              | 1  | Виталий Астахов       |    |     |
| З              | 26 | Виктор Строев         |    |     |
| З              | 24 | Сергей Бендзь         |    |     |
| З              | 5  | Сергей Омельянчук (к) | 4' | 56' |
| З              | 22 | Пламен Николов        |    |     |
| П              | 15 | Иван Нагибин          |    | 46' |
| П              | 2  | Александр Димидко     | 9' | 62' |
| П              | 6  | Александр Зотов       |    |     |
| П              | 14 | Александр Черевко     |    |     |
| Н              | 10 | Павел Голышев         |    | 70' |
| Н              | 9  | Александр Касьян      |    | 46' |
| Запасные:      |    |                       |    |     |
| В              | 18 | Петр Вашек            |    |     |
| 3              | 28 | Илья Зуев             |    | 62' |
| П              | 7  | Валерий Сорокин       |    | 70' |
| П              | 11 | Андрей Горбанец       |    | 46' |
| П              | 92 | Дмитрий Никитинский   |    |     |
| Н              | 8  | Никита Баженов        |    | 56' |
| Н              | 13 | Денис Васин           |    |     |
| Н              | 25 | Антон Хазов           |    | 46' |
| Тренер:        |    |                       |    |     |
| Сергей Передня |    |                       |    |     |

| Урал:       |    |                    |     |     |
|             |    |                    |     |     |
| В           | 16 | Дмитрий Яшин       |     |     |
| З           | 7  | Александр Данцев   |     |     |
| З           | 13 | Денис Тумасян (к)  |     |     |
| З           | 5  | Милан Вьештица     |     |     |
| З           | 25 | Алексей Ревякин    |     |     |
| П           | 20 | Андрей Чухлей      | 85' |     |
| П           | 77 | Кантемир Берхамов  | 18' |     |
| П           | 11 | Александр Щаницин  | 60' |     |
| П           | 15 | Андрей Бочков      | 89' |     |
| Н           | 9  | Спартак Гогниев    | 27' |     |
| Н           | 22 | Антон Кобялко      | 46' |     |
| Запасные:   |    |                    |     |     |
| В           | 35 | Александр Котляров |     |     |
| З           | 6  | Иван Дранников     |     |     |
| П           | 14 | Максим Семакин     | 60' |     |
| П           | 21 | Херсон Асеведо     | 18' |     |
| П           | 26 | Бранимир Петрович  | 46' | 81' |
| П           | 45 | Семён Помогаев     | 89' |     |
| П           | 70 | Николай Сафрониди  | 85' |     |
| Н           | 61 | Михаил Бирюков     | 27' |     |
| Тренер:     |    |                    |     |     |
| Павел Гусев |    |                    |     |     |

- Из 8 пенальти реализовано только 3. В Кубке ФНЛ 2012 из 8 пенальти было забито 5.